# Roi Léon
Le Roi Léon est le personnage emblématique des fêtes de Bayonne, imaginé en 1987. Héros d'une bande dessinée de Jean Duverdier, ce personnage est inspiré d'une figure de la vie bayonnaise, Léon Dachary (Raphaël Dachary à l'état-civil), réputé à l'époque pour ses frasques.

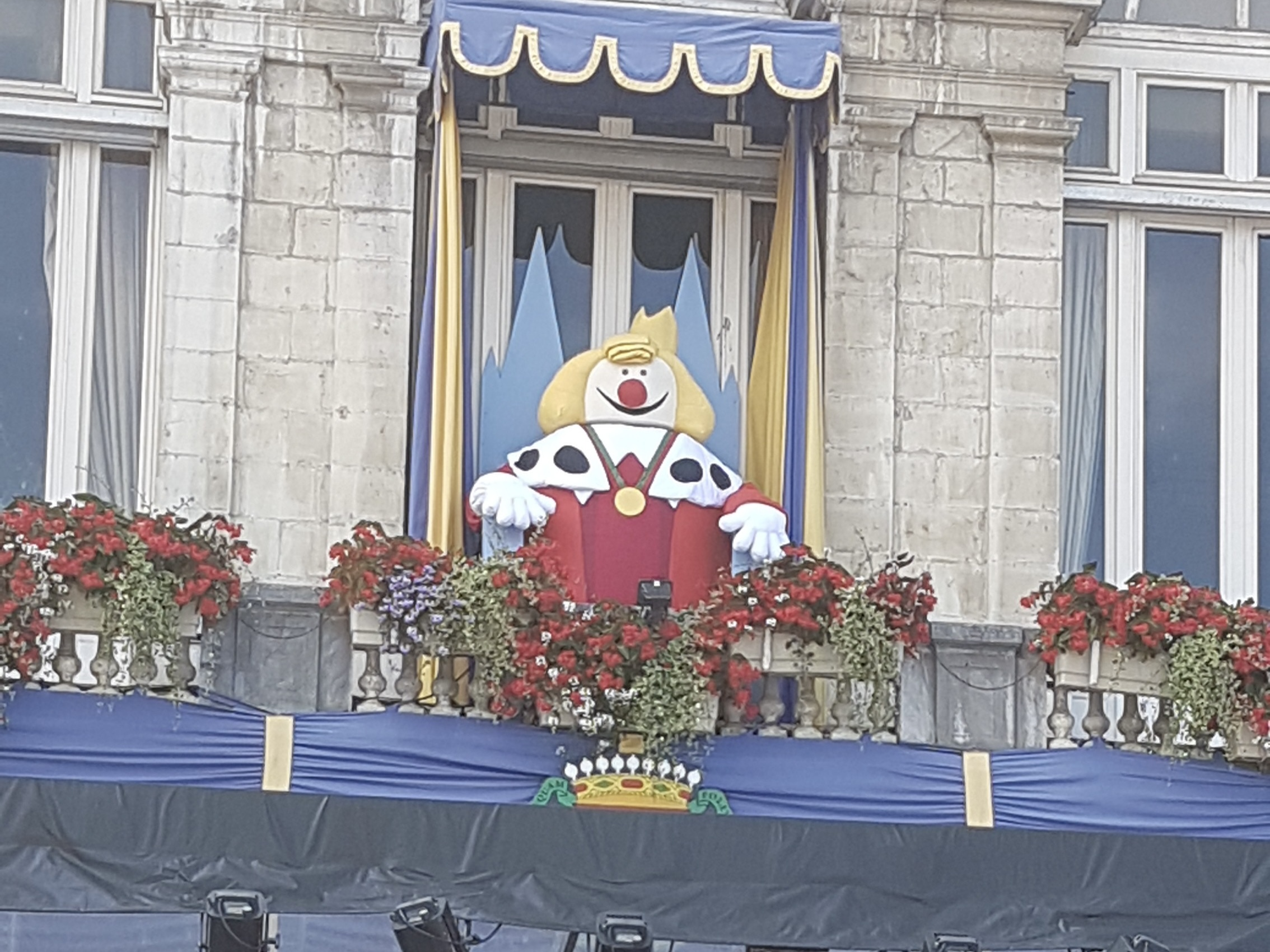
Le roi Léon durant l’édition 2017 des fêtes de Bayonne